# Notanisus
Notanisus (лат.) — род хальцидоидных перепончатокрылых наездников подсемейства Cleonyminae из семейства Pteromalidae.

## Распространение
Встречаются в Старом Свете: Азия, Европа, Австралия, Африка, Мадагаскар.

## Описание
Относительно крупные хальцидоидные перепончатокрылые наездники. От близких родов отличается следующим признаком: задние бёдра снизу без зубцов, брюшко самок стебельчатое, метаплеврон самцов щетинистый или, если голый, то дорсально гладкий и блестящий; жгутик усика самцов с прилегающими ветвями, соответствующие фуникулярные членики кольцеобразные. Личинки — паразитоиды жуков (Coleoptera: Scolytidae, Buprestidae).

## Классификация
Род был впервые описан в 1837 году английским энтомологом Френсисом Уокером (1809—1874). Близок к родам Callocleonymus, Zolotarewskya, Cleonymus.
- Notanisus clavatus Boucek, 1961
- Notanisus cyaneus (Risbec, 1952)
- Notanisus gracilis (Yang, 1996)
- Notanisus grandis Senatos, 1996
- Notanisus imperialis (Dodd, 1924)
- Notanisus oulmesiensis (Delucchi, 1962)
- Notanisus richteri (Girault, 1922)
- Notanisus sexramosus (Erdös, 1946)
- Notanisus sylvaticus (Risbec, 1952)
- Notanisus versicolor Walker, 1837
- Notanisus zebra Boucek, 1988